# Кыргыз-Абад
Кыргыз-Абад (кирг. Кыргыз-Абад) — село в Сузакском районе Джалал-Абадской области Кыргызстана. Входит в состав Сайпидин-Атабековского айылного аймака.

## География
Село расположено в юго-восточной части области, к северу от реки Карадарьи, на расстоянии приблизительно 5 километров (по прямой) к юго-востоку от села Сузак, административного центра района. Абсолютная высота — 713 метров над уровнем моря.

## Население
Согласно оценочным данным Национального статистического комитета Кыргызской Республики, численность населения села на начало 2023 года составляла 764 человека.
| год     | 2009 | 2014 | 2015 | 2020 | 2021 | 2023 |
| ------- | ---- | ---- | ---- | ---- | ---- | ---- |
| человек | 528  | 606  | 646  | 713  | 726  | 764  |